# Hareskov (Sydslesvig)
Hareskov (på tysk Hasenholz) er et mindre skovområde på 10 ha beliggende nord for landsbyen Satrup i det centrale Angel i Sydslesvig. I administrativ henseende hører skoven under Midtangel Kommune i Slesvig-Flensborg kreds i den nordtyske delstat Slesvig-Holsten. Som statsskov drives Hareskov af delstatens skovstyrelse. Den smalle skov består overvejende af bøg og egetræer. Mod nord fortsætter skoven som Jeslund (Jeßlund). I omegnen er der flere gårde som Ravnkilde (Rabenkiel) eller Hatteshus (Hatteshuus). Vest for skoven strækker sig Ravnkilde Mølleå. Hareskoven og Jeslund hørte i den danske tid med et areal på 34, 5 tdr under det første gottorpske skovdistrikt.
Skoven er sammen med naboskovene syd for Bondeåen udpeget som habitatområde under det fælleseuropæiske Natura 2000-projekt